# Mansabá
Mansabá är en ort i Guinea-Bissau. Den ligger i regionen Oio, i den centrala delen av landet, 70 km nordost om huvudstaden Bissau. Folkmängden uppgår till cirka 5 000 invånare.